# Atrybucja (klimatologia)
Atrybucja (ang. attribution „przypisanie”) – oszacowanie, jaki wpływ na wystąpienie konkretnego zjawiska ma określony czynnik. W przypadku zdarzeń, których wystąpienie jest zależne od wielu przyczyn, w tym losowych (np. huragan, fala upałów), atrybucja pozwala na określenie czy zmiana wynikająca np. z podniesienia poziomu morza będzie miała wpływ na przebieg i częstotliwość występowania zjawiska. Atrybucja jest kluczowym narzędziem pozwalającym badać elementy klimatu Ziemi i skutki jego zmian.

## Atrybucja zmian klimatu
Na klimat Ziemi (obecnie i w przeszłości) wpływa wiele czynników, w tym stężenie gazów cieplarnianych, aktywność Słońca i aerozole atmosferyczne. Badacze klimatu na podstawie pomiarów i obliczeń określają ich wpływ na bilans termiczny Ziemi i porównują wyniki z pomiarami lub oszacowaniami temperatury naszej planety. Na podstawie zmian w ilości energii pochłanianej i wypromieniowywanej przez konkretne składniki atmosfery i przez powierzchnię Ziemi oraz na podstawie innych danych pośrednich możliwe jest określenie wpływu poszczególnych wymuszeń. Na tej podstawie można stwierdzić, że choć czynniki naturalne powodowały w przeszłości zmiany temperatury Ziemi, to za gwałtowne nagrzewanie się naszej planety w ostatnim stuleciu odpowiada prawie wyłącznie działalność człowieka.

## Atrybucja zjawisk ekstremalnych
Podstawową metodą określania atrybucji danego zjawiska pogodowego jest określenie częstotliwości jego występowania na podstawie danych historycznych. W przypadku stacji meteorologicznych o długim czasie nieprzerwanych pomiarów (np. 120 lat), możliwe jest określenie średnich wartości np. rocznego opadu wraz z odchyleniem standardowym nie tylko dla całego okresu, ale też dla krótszych przedziałów (np. 30-letnich). Jeśli zmiana klimatu wpływa na sumę opadów w tej stacji, dla kolejnych okresów wartości te powinny się zmieniać. Atrybucja powinna uwzględniać porównanie pojedynczego zdarzenia (np. wyjątkowo wysokiej sumy opadów za rok 1997) zarówno do średniej z ostatnich kilkudziesięciu lat, jak i do średnich wartości dla początku ubiegłego stulecia. Ma to na celu określenie, czy prawdopodobieństwo wystąpienia podobnego zdarzenia (sumy opadów równej tej z roku 1997 lub wyższej) wzrosło czy zmalało wskutek zmiany klimatu.
Do atrybucji zjawisk często wykorzystuje się dodatkowo modelowanie klimatyczne w celu symulacji określonych warunków klimatycznych lub symulowania hipotetycznego scenariusza (np. przyszłej zmiany klimatu). Modelowanie umożliwia stworzenie setek serii pomiarowych zawierających łącznie tysiące hipotetycznych lat zapisu meteorologicznego. Dzięki tej metodzie można określić częstotliwość występowania bardzo rzadkich zjawisk (np. "powodzi tysiącletnich"). W wyniku atrybucji można określić zmianę prawdopodobieństwa wystąpienia zdarzenia meteorologicznego (np. wzrost częstotliwości opadów deszczu powyżej 50 mm/24h o 40%) lub jego skali (np. wysokość 100-letniej fali wezbraniowej wyższa o 30 cm). Przykładem atrybucji konkretnej katastrofy naturalnej jest badanie dotyczące europejskiej fali upałów z 2003 roku. Współcześnie zagadnieniem zajmuje się m.in. organizacja World Weather Attribution.
Warto zaznaczyć, że na skutki katastrof naturalnych (np. powodzi) oprócz czynników meteorologicznych, mają wpływ również inne, w tym stan infrastruktury technicznej, gęstość zabudowy na obszarze objętym katastrofą, odporność budynków na działanie żywiołów czy sposób prowadzenia akcji ratowniczej.

## Zastosowania
Atrybucja jest podstawową metodą badawczą w klimatologii, ponieważ pozwala określać przyczyny obecnych i przeszłych zdarzeń. Atrybucja ekstremalnych zjawisk pogodowych, szczególnie w odniesieniu do antropogenicznej zmiany klimatu, może mieć zastosowanie przy szacowaniu ryzyka wystąpienia katastrof naturalnych.